# Hiperber
Hiperber es una cadena española de supermercados cuya sede central está ubicada en la ciudad española de Elche. La cadena Hiperber está constituida por más de 70 supermercados situados en la provincia de Alicante.

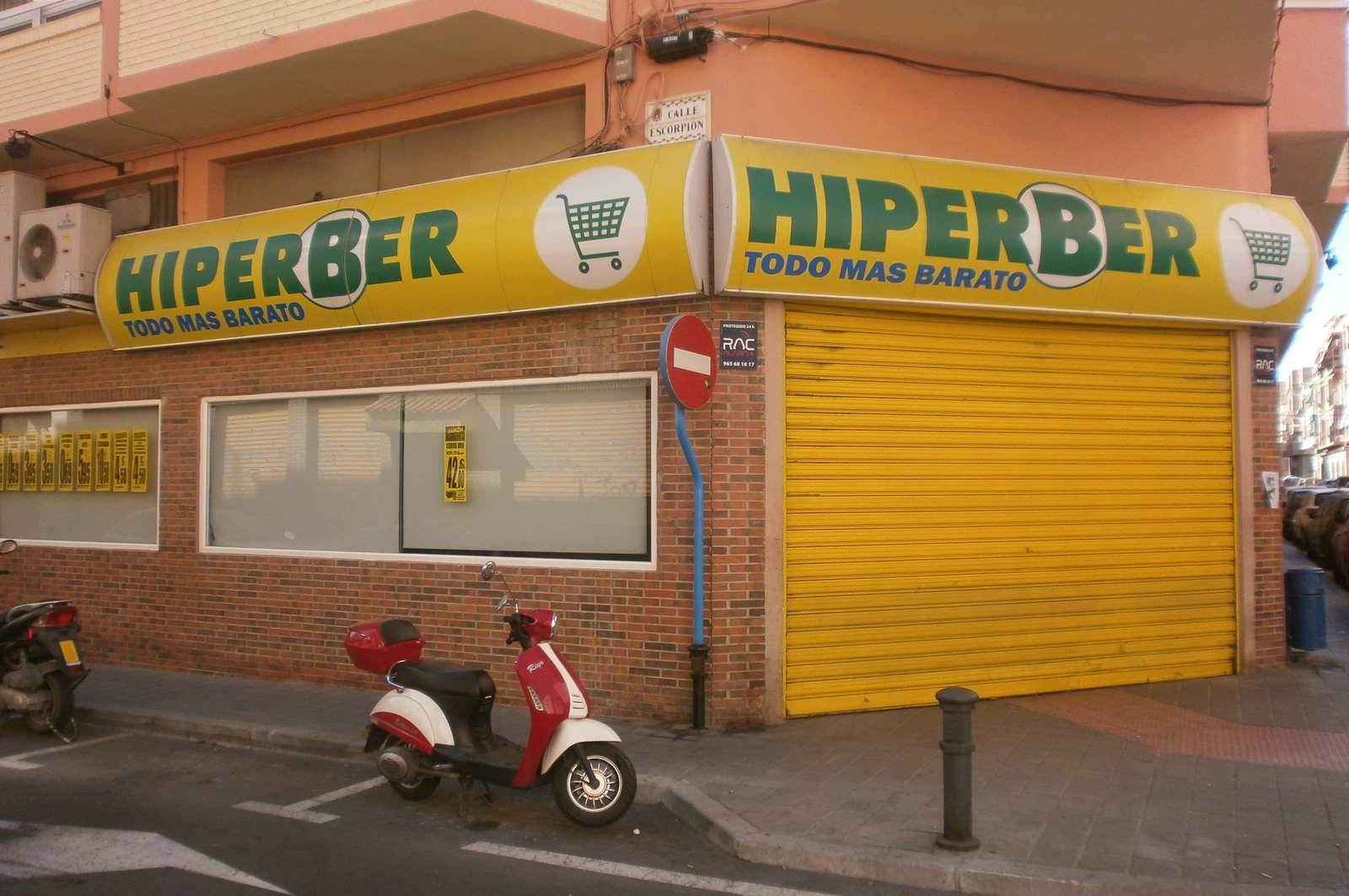
Supermercado Hiperber en Alicante

La primera superficie con la marca Hiperber se abrió en Petrel en el año 1992 y contaba con una superficie de 3.500 metros cuadrados. En 1994, se produjo la compra del edificio de 2.500 metros cuadrados que por aquel entonces ocupaba una de las mayores cadenas comerciales del momento, Simago. La adquisición de este espacio supuso un salto notable en la estrategia empresarial de la compañía. Al mismo tiempo que llegó el siglo XXI, la imagen de supermercados Hiperber se consolidó en el mercado. En concreto fue en el año 2000 cuando se cambió la imagen de la marca, haciéndola más clara y sencilla. Desde entonces, la firma ha mantenido un crecimiento estable que en la actualidad se ha traducido en más de 70 establecimientos comerciales a lo largo de la provincia de Alicante. Esta expansión se inició en los años 80 con la incorporación de tiendas en diversos municipios como Aspe, Santa Pola, Crevillente, San Juan o Almoradí.
Las superficies de los supermercados varían entre 600 metros cuadrados y más de 2500 (Elche, Santa Pola, Crevillente, Alcoy, Pinoso, Petrel, Aspe, San Juan de Alicante, Jijona, Benidorm, Altea, Villena, etc.). Las gamas blancas ofrecidas por la cadena llevan las etiquetas Alteza, Tandy, Crowe, Centra-line y Selex, las cuales son producidas por Euromadi Ibérica.